# Park Krajobrazowy Lasy Janowskie

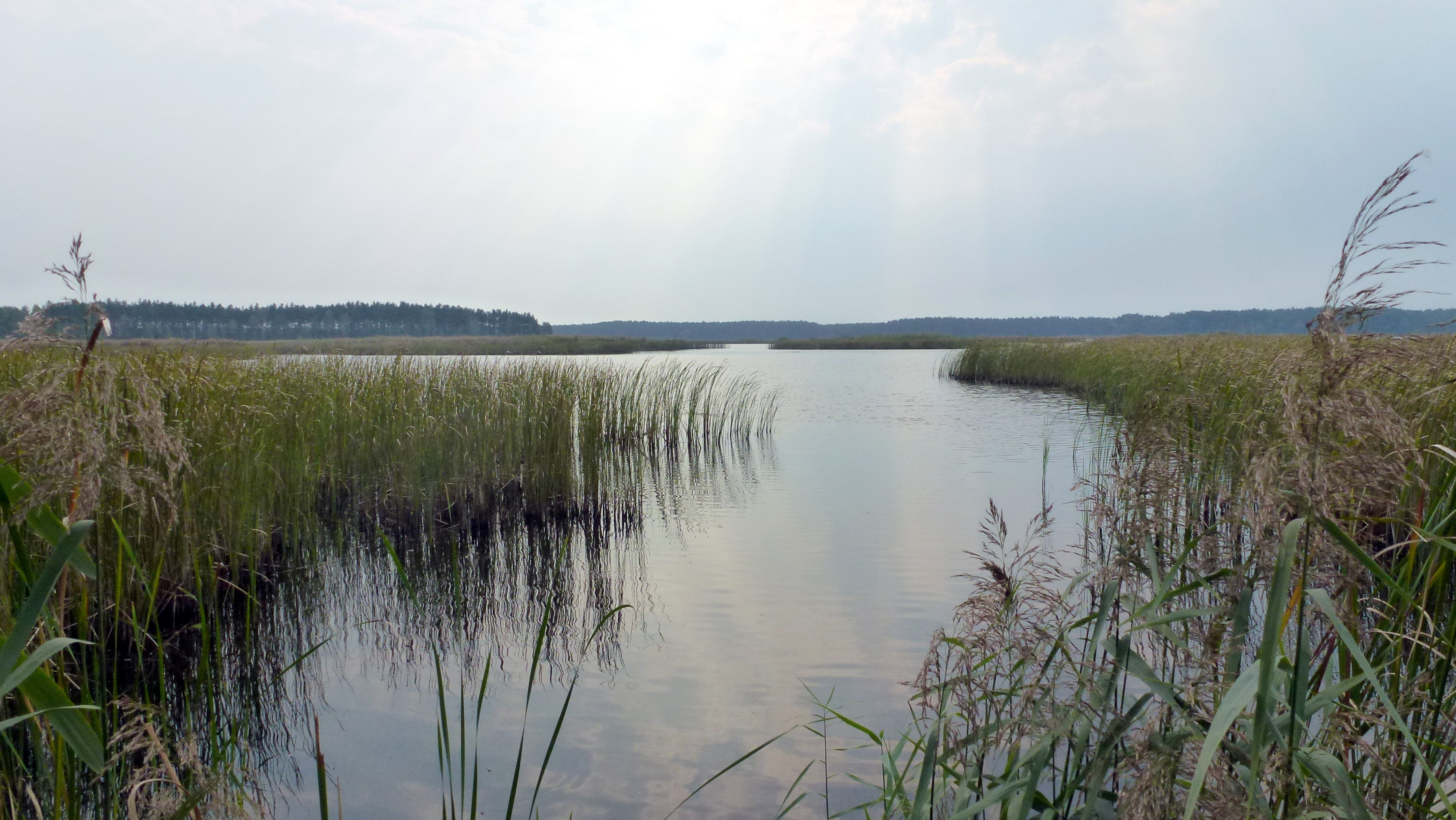
Rezerwat przyrody Imielty Ług

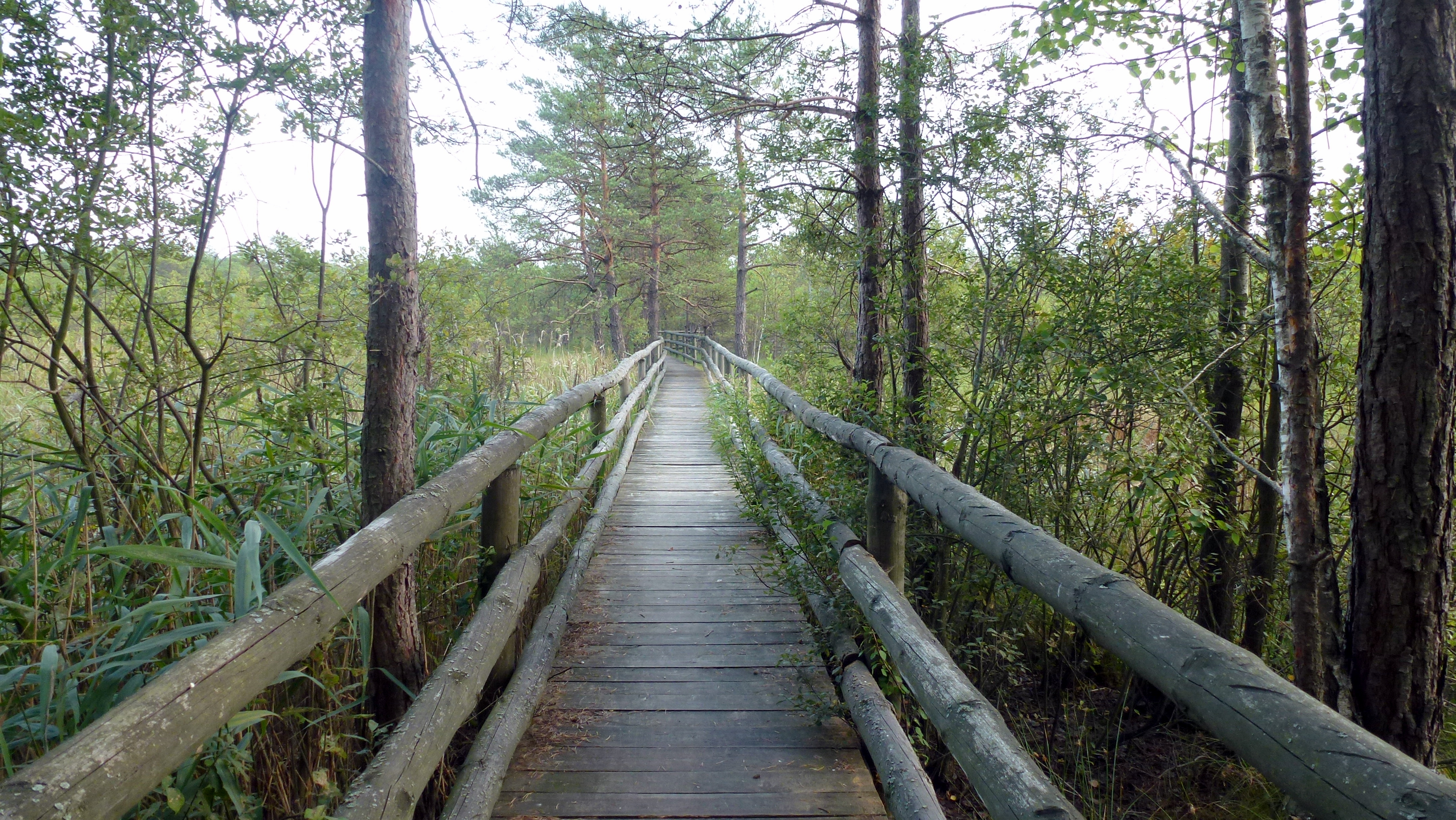
Rezerwat przyrody Imielty Ług

Park Krajobrazowy Lasy Janowskie – park krajobrazowy na Równinie Biłgorajskiej, między Zaklikowem a Frampolem. Leży na południowej granicy województwa lubelskiego i w województwie podkarpackim.
Utworzony 3 października 1984 roku w miejscu wcześniejszego (od 1978) Parku Krajobrazowego Nad Branwią. Powierzchnia – 401,22 km², powierzchnia otuliny – 605,37 km². Obejmuje wschodnią część kompleksu leśnego Lasów Janowskich.
Park Krajobrazowy Lasy Janowskie jest zlokalizowany na terenie gmin:
- woj. lubelskie – Janów Lubelski, Dzwola, Modliborzyce, Potok Wielki,
- woj. podkarpackie – Pysznica, Radomyśl nad Sanem i Zaklików.

O utworzeniu Parku zadecydowały walory przyrodnicze i historyczne. 80% powierzchni Parku zajmują lasy – przeważnie bory sosnowe, sosnowo-jodłowe i mieszane, które w znacznej części mają charakter naturalny. Pozostałą część stanowią stawy, bagna i torfowiska. Lasy stanowią ostoję zwierzyny i ptactwa. Ponadto w obrębie Parku leży teren bitwy partyzanckiej, do której doszło w czerwcu 1944.

## Ochrona przyrody
W Parku znajduje się 7 pomników przyrody i 6 rezerwatów o łącznej powierzchni 4264,69 ha:
- Jastkowice (leśny, 45 ha),
- Lasy Janowskie (leśny, 2676 ha),
- Imielty Ług (torfowiskowy, 737,79 ha),
- Szklarnia (leśny, 278 ha),
- Kacze Błota (torfowiskowy, 168 ha),
- Łęka (leśny, 377 ha).

Z Parkiem niemal w całości pokrywa się Leśny Kompleks Promocyjny Lasy Janowskie. Od wielu lat proponuje się utworzenie Janowskiego Parku Narodowego, chroniącego lasy o unikatowym w Polsce stopniu zróżnicowania.